# 報道倫理
報道倫理（ほうどうりんり）あるいはジャーナリズム倫理は、報道の組織・活動に関する倫理的規範である。

## 概説
報道の自由、言論の自由を含む、政府からの表現の自由は民主主義の基本原則の一つであり、近代憲法の中で共通の権利として保障されている。
このように民主主義国では、政府の干渉からプレスの自由は強く守られているが、記事を入手するために記者がやってよいことには道義的制約が課せられている。プレスの自由の原則から、表現や報道の規制はできる限り法律ではなく、ジャーナリストが自主的に決めた倫理基準によって行われるべきだと考えられている。また、ジャーナリズムの主要な役割に「権力の監視」があり、監視の対象である国家権力にルールの制定･運用を委ねることは不適切でもある。

### 倫理規定
欧米や日本、その他の民主主義国では、価値基準と原則を明確にして道徳的良心を強化すると共に、国の介入を防ぐために、業界で統一した倫理規定を自主的に設けている。倫理規定は記者自身、または報道機関のオーナーによって作られている。倫理規定は倫理的ジレンマに陥った際や、利害相反、困難に陥った際などに、記者の判断を助ける指針になる。しかし、規定の内容は曖昧であるために、記者や編集者は規定のほか、常識や道徳に基づいて行動する。

### 報道倫理とされる主な内容
ジャーナリストの国際組織である国際ジャーナリスト連盟が1954年に採択した「ジャーナリストの義務に関するボルドー宣言」では、ジャーナリストが守るべき義務として、真実の尊重、論評の自由、正確性、情報源の秘匿、盗用・中傷・名誉毀損・報道に関する金銭の授受の排除を挙げる一方、各国の法を認めつつも、職業上の事柄に関して、政府その他の圧力を排除し職業人としての規制のみ受け入れることを求めている。
また、世界各国で制定されている報道に関する倫理規定では、真実や正確性の尊重、プレスの自由、公正な取材、情報源の秘匿、公平な報道、人権の尊重が倫理規定に挙げられている。

## 報道倫理理論の歴史
「思想の自由市場」論
出版物の事前検閲が義務付けられていた1640年代のイギリスで、詩人で共和派運動家だったジョン・ミルトンが、検閲を激しく批判して言論の自由を主張した「アレオパジティカ」を著した。この中でミルトンは、「公開の場ですべての人が自由に発言すれば、真実で健全な意見は必ず勝ち残り、誤った不健全な意見は敗退する」と主張した。ミルトンによって基礎づけられたこの考え方は「思想の自由市場」論と呼ばれる。19世紀の哲学者ジョン・スチュアート・ミルは「自由論」の中で、「抑圧された見解が真実であれば、真実を知る機会を失う。真実でないとしても真実に対抗させることで真実を際立たせ、真実をはっきり知る機会を失う」として、言論の抑圧は害であると論じた。
社会的責任理論
しかし、20世紀に入ると、アメリカ合衆国ではイエロー・ジャーナリズムにより、メディアの大規模化、所有の集中化が進み、少数の経営者がメディアの編集権を握ることで、そのほか大勢の市民がメディアで自分の意見を伝えることが難しくなった。また、報道の商業主義化により、報道の歪曲、受け手の市民の権利侵害など、表現の自由と市民の利害が必ずしも一致しなくなった。こうした状況にあって、シカゴ大学総長のロバート･ハッチンスが委員長となり、1942年に設置された「プレスの自由委員会」は、1947年に報告書「自由で責任あるプレス」を公表した。この報告書は、プレスについて、「自由であるが、その自由は市民の権利と公共的関心を組み込んでいる場合」に限られるとした。その上で、「1.真実の報道、2.公共的討議の場の提供、3.社会各集団のイメージを映し出す、4.社会の目標や価値を示す、5.情報を十分に提供する」プレスが負うべき5つの責務を示し、プレスの自由が単なる政府の干渉からの自由ではなく、社会への責任と義務を伴った自由であることを打ち出した。この考え方は「プレスの社会的責任理論」と称されている。国家権力の介入を最小限にとどめつつ、市民との紛争を解決するためにメディアの自主的規制の導入を勧告した社会的責任理論に基づき、欧米ではプレスに対する苦情申立機関が設立された。
メディア責任システム
フランスのクロード・ジャン・ベルトランは、社会的責任理論を発展させた「メディア責任システム（メディア・アカウンタビリティ制度、MAS）」を提唱している。メディア責任システム論は、国家の規制にも、ジャーナリストの道徳心にも依存せず、メディアの倫理を維持する方法として、メディアの倫理的意志決定過程の一部を外部に開放する、という考え方である。メディア責任システム論には、公開で議論し、判断を蓄積することで、倫理的基準が示される利点があり、1990年代後半以降に、日本でメディア倫理の審査を行う第三者機関が設置された際の基礎理論となっている。

## 報道倫理の要素

### 正確性
新聞や雑誌を読む、テレビやラジオでニュースを視聴する人たちは、それが真実で正確であることを前提にして視聴しているので、誤った報道の罪は大きい。速報性を重視するジャーナリズムの場合、与えられた時間内で可能な限り、確かな情報源に基づく正確な情報を提供することが期待されている。ただ、取材対象が誤解や嘘に基づいた内容を証言している可能性を排除できず、また、ニュースを説明するスペースもごく限られているため、ニュースが絶対的に正確かつ真実であることは極めて困難である。しかし、報道による人権の侵害でも、重大で深刻な人権侵害は正確さを欠いた報道から起こる。また、報道への信頼は報道活動にとって基本的な存在価値である。日本新聞協会元審査委員の後藤文康は、「訂正などきちんとした事後処理がなければ、誤報への責任感は生まれないし、誤報の痛みも感じない」として、当事者にとって重大な事実の誤りは、速やかに訂正されるべきだとしている。誤報による重大な人権侵害が起こった場合、検証記事が掲載されることもある。
また、いかなるニュース記事も誇張したり、過激な言葉や劇的な写真を使ってセンセーショナルに扱われてはならない。暴力を含む場合は子供に悪影響を与える可能性があるため、慎重な取り扱いが必要とされる。
　
誤報
事実と異なる報道である「誤報」は、してはならない。誤報を防ぐために、報道機関は、名数表記の確認のほか、提供された情報の真偽を複数の情報源と照合して確認するなどしている。誤報が出てしまった場合、「訂正」「おわび」の報道を行っている。メディアの誤報の要因について、元BPO理事長の清水英夫は、伝え手の1,傲慢さ、2,不勉強、3,思い込み、4,過剰な視聴者サービス、5,過剰な自己規制にあるとしている。
虚偽報道、捏造
「誤報」が取材の粗さや確認不足に基づくのに対し、「虚偽報道」（虚報とも）は報道機関や記者自身がありもしない情報をでっち上げることである。誤報同様、してはならない。ニセの電話で死亡記事や閉店広告を掲載した、海外のエイプリルフール用の作り話記事を真実と誤認して報じるなど、情報提供者の作り話に乗せられる場合もある。著名な虚偽報道である「ジミーの世界」事件のプレスオンブズマン調査報告書は、虚偽報道の原因について、筆者の功名心があったこととともに、上司のチェックが不十分だったことを指摘している。厳しい内容の本報告書を事件後、素早く5ページにわたり掲載したワシントン・ポストは信頼低下をかなり避けられた、と評されている。　
盗作
他人の記事を盗む「盗作」は、他人の仕事を自分の仕事のように見せかける不公正な行為で、してはならない。元の記事に著作権が保持されている場合は違法でもある。先行記事がある報道をする場合は、自ら再取材して、独自の視点で書き直せば、盗作ではなくなる。インターネットの発達した現在では、自ら取材せず、インターネット上の記事や情報を、盗用するケースが問題になっている。

### 公平性
複数の事実、意見からニュースを構成する際、特定の立場、事実からのみ報道することは批判の対象となる。「公平な報道」は、世界各国の報道倫理基準で謳われ、日本の放送法でも不偏不党の原則が示されている。
客観報道
客観報道とは、記者の主観や意見を交えずにニュースを報道することである。事実報道はできるだけ客観的に観察し、伝達することで真実に迫ることが出来るという考え方に基づいている。報道の自由の原理は価値相対主義であり、特定の世界観を絶対視して、その世界観から物の見方を導き出す手法を採るべきでないからである。客観報道は、現代ジャーナリズムの基本原則となっている。客観報道は多くの場合、1. 報道事実を曲げずに描写すること（事実性原則）、2. 報道する者の意見を含まないこと（没論評原則）、3. 意見が分かれる事柄は一方の意見に偏らず報道すること（不偏不党原則）と定義づけられる。客観報道を実現するために、記者と編集者は、1. 事実を十分集めたか、2. 事実の裏付けはしたか、3. 偏った立場から見ていないか、4. 当初の仮説に合わない事実があれば、ストーリーを変更する柔軟さを持っているか、5. 記事の客観性を組織として確認しているかを確認することが求められている。
官庁や捜査機関の発表を、発表したという事実としてのみ報道する安易な客観報道は、十分な裏付けを行わなければ「発表報道」に陥る危険がある。原寿雄は、発言者の世論操作や宣伝に利用される可能性を指摘している。
客観報道では、大きく変動する現実や、人間の心情に深く迫れないと考えた1960年代のアメリカ合衆国の若手ジャーナリストの中から、膨大な取材、資料収集やインタビューを行って、取材対象に深く関わるニュー・ジャーナリズムの手法も生まれた。
偏向報道
記者や報道機関が一定の価値観を持ち、情報を取捨選択し、組み立てて「真実」として伝えたとしても、価値観が多様な社会では必ずしも一般性を持たない。また、保守的な人は「報道がリベラルに」、リベラルな人は「報道が保守に」と、自分たちの信じることと違うときには、「偏向している」と感じる傾向がある。
報道機関が論説や分析、説明をする場合には自らの意見を表明することができるが、意見とニュースは明確に区別されるべきであるとして、ニュースの偏向を、非倫理的であるとする考え方と、「『不偏不党』は真実追究にあまり役立たない」、「反権力の視点を失わないことが大切であり、記者は反権力、市民の側に『偏向』していると公言すべき」として、必ずしも常に非倫理的ではないとする考え方がある。
デニス・マクウェールはニュースの偏向を「党派的偏向」「宣伝による偏向」「無意識の偏向」「イデオロギーによる偏向」の４つに分類している。「党派的偏向」とは、ジャーナリストが特定の党派を支持し、受け手もそのことを認識している場合である。「宣伝による偏向」はジャーナリストが特定の意図を受け手には隠したまま持ち、偏向したニュースを流すことであり、表向きは公平を装っている。「イデオロギーによる偏向」は、ジャーナリズム組織内で無意識のうちに行われているが、読者や視聴者もその偏向を進んで受容している。愛国主義や経済発展至上主義に基づく報道や、善玉と悪玉、成功や挫折など、報道がストーリー化される過程でも生じている。
科学報道
特定の物質、食品が「人体に危険である」、あるいは「人体に効能がある」など、科学や健康について紹介した記事やテレビ番組で、科学的根拠に基づかない情報がセンセーショナルに報道され、社会の恐怖を煽ることがある。科学ジャーナリストの松永和紀は、メディアが専門知識と倫理観に裏打ちされた科学記者や番組制作者を養成する必要があるとしている。

### 取材源との関係
記者は報道すべき情報を情報源から入手する。情報源との信頼関係を維持するために、記者はニュースの解禁時刻を守らなければならない。また、継続的に特定の問題、組織を取材する場合、情報源とも継続的な関係を持つ。友好的につきあえれば、多くの情報を入手できるので、ジャーナリストは情報源との関係構築に努力する。情報源と親しい関係になると、ジャーナリストはより多くの情報を得られる一方で、中立的、客観的な報道がしにくくなり、情報源の側に立った報道になる可能性を持つジレンマが生じる。
情報への対価
情報提供者に対し、金銭や物品などで情報提供の見返りを与えることは好ましくない。情報提供者が、自らの持つニュースを必要以上にセンセーショナルに伝え、より高く売ろうとする動機が生じる。また、対価を提供することで、記者がそのニュース内容を信じたがる傾向が生じるからである。ジャーナリストが知った情報を報道しない代わりに、未公表である別の情報を提供するという形での対価もある。
報道に対する報酬の授受
情報を公表する、あるいは公表しないことによって、記者は金銭その他の報酬を受け取ることは、公正な報道を期待する読者の利益と背反するため、ほとんどの記者は認めない。同様の理由で、経済記者は自らの得た情報を自らの利益に用いたり、自らの取材対象である会社の株式を保有する、ということは非倫理的な行為とされる。
情報源の秘匿と明示
記者には「背景説明（background）」など、公式発表以外で知り得た情報の情報源を公表してはならない「取材源の秘匿」が課せられている。情報源を公にすることで起こりうる、取材源の身体的安全や精神的利益の侵害から守るとともに、記者への信頼を保つことで、取材力を維持、向上させるためである。取材源秘匿原則は、記者が守るべき倫理義務として多くの国で認められている。法廷においても、取材源の秘匿を理由に記者は証言を拒否することが多いが、日本の民事訴訟では、記者の証言拒否を民事訴訟法上の「職業の秘密」の保持として認める判例がある一方、刑事訴訟では、認められていない。
しかし、内部告発など情報源を明らかにすると取材協力者に迷惑がかかる場合など、特に秘匿が必要とされる場合を除いて、情報源は明示すべきだと考えられている。匿名の情報提供者が、発言の責任を取ることなく、発言の報道によって世論やライバルの反応を探るなど、報道の効果を利用することになり、情報操作に悪用されることを防ぐためである。アメリカでは、情報源は可能な限り明示し、不明示の場合は理由を掲載し、出来る限り情報の出所を絞るようにしている。
報道資料の目的外使用の禁止
「取材者は自らの報道のために収集した資料は目的外に使用してはならず、事件などで捜査当局にも任意提出することも認められない」とする原則が記者には課せられている。ジャーナリストが「知る権利」に応えるためには、社会の協力が欠かせない。ジャーナリストの取材結果が、取材対象者の知らない間に権力者や対立相手の手に渡った場合、取材対象者に危害が及ぶ可能性がある（坂本堤弁護士一家殺害事件など）。また、ジャーナリストも取材対象者からの信頼を失うため、守るべき原則とされる。
盗撮、無断録音、おとり取材
調査報道では、取材対象が積極的な情報公開を行わないこともある。このため、ジャーナリストは探偵やスパイのようにオープンではない取材を行う必要も生じる。この場合、倫理とのジレンマが生じる可能性が高い。取材対象への録画、録音は相手の了解を得るのが原則である。盗撮や無断録音、身分を伏せたり、資料を盗むなどの取材行為も不正な手段とされる。しかし、取材に社会的意義があり、承諾も得るのが難しい際には、反論･証明用に例外的に認める、とするジャーナリスト・研究者もいる。

### 取材対象者の人権
メディアの取材により、取材対象者の名誉、プライバシー、肖像権などの権利が侵害されることがある。近代法に基づく刑事手続では、無罪推定の原則、公正な裁判を受ける権利が保障されているが、犯罪報道においても、刑事裁判の判決で罪の有無の判断を受けるまで無罪として扱われるべきである。
報道によって、伝えられた人の名誉やプライバシーが毀損されることを、日本では「報道被害」と呼ぶこともある。報道による人権侵害に詳しい弁護士の梓澤和幸は、報道による人権侵害が相次ぐ原因について、誰が捜査線上にあるのか、大事件や大事故の被害者の表情を一刻も早く読者、視聴者に伝えようという、メディア企業間の取材競争で「他より早く」という意識が、正確さよりも優先されていること、取材する側とされる側では、取材する側に「公権力」と同じほど圧倒的な力があること、報道機関が犯罪報道の情報源を捜査機関に依存していること、メディアの経営者に、報道の公共性より商業主義を優先させる思想があり、取材者の人権意識が問題であることを指摘している。
報道による人権侵害が発生したり、発生しそうだと予測される場合、報道機関と交渉を行い、事実関係の調査を積み上げた上で相手に示し、訂正報道や謝罪、取材対象者の反論を求めることは、被害回復の有力な手段となる。報道機関との交渉で解決しない場合は、訴訟や公表差止めの仮処分申請など、法的な手段で問題解決が行われる！
犯罪報道
社会的に注目を集める事件や犯罪の報道では、マスメディアは、無罪推定の原則に基づいて報道しなければならない。また、大きな事件、事故の関係者に大勢のメディアが殺到するメディアスクラム（集団的過熱取材）は、関係者のプライバシーを侵害する可能性が高いために配慮し、当事者を取り囲んで取材すべきではない。
日本の犯罪報道では、被疑者や被害者の氏名は原則実名で報道されている。犯罪報道で、実名による報道が行われることで、取材の正確性が増すという考えから実名報道を支持する意見。と、実名にすることで、被疑者を犯人扱いし、回復不能な社会的制裁を与えるとして、匿名報道されるべきだとする意見がある。また、被疑者、被害者の実名・匿名は世界各国で対応が分かれる。また、少年犯罪の被疑者の特定や、被疑者の前科の暴露はすべきではない。
犯罪の被疑者の人権が、報道で問題とされるとともに、犯罪被害者で作る「全国犯罪被害者の会」によると、取材攻勢による被害者が苦痛を受けることや事実と異なる報道が事実として認知されることで、被害者が精神的苦痛を受けている、等の二次被害を受けていると指摘する。地下鉄サリン事件の被害者遺族である高橋シズヱは、犯罪被害者への取材、報道がスムーズに行われるためには、節度ある取材や相互の信頼関係構築が重要であるとしている。
名誉毀損とプライバシー
私人は、プライバシーの権利を持つが、公共の利害に関わる事実であれば、報道が許される。政治家などの「公人」に認められるプライバシーは私人より少ない。

### 政府批判、機密の公表
17世紀から18世紀の英米では、政府への批判は罪だった。イギリスでは、真実性の抗弁を許さない名誉毀損が、メディア統制の手段として用いられた。戦前の日本でも、出版法、新聞紙法により、「朝憲を紊乱する」事項の掲載が禁止されていた。表現の自由が権利として保障される民主主義国家では、権力への批判は罪として問われなくなったが、外交や安全保障上の理由から機密とされる情報を公表して処罰されることがある。発展途上国や独裁国家では、権力への批判が犯罪として処罰されたり、記者、編集者が不利益を受けることがある。

### 世間の常識との対立
記者が取材活動をする際、報道を優先することで市民の一般的なモラルと衝突することがある。浅沼稲次郎暗殺事件や、ピュリツァー賞を受賞した写真「ハゲワシと少女」、豊田商事会長刺殺事件では、「人命救助を二の次にして、報道を優先した」とする批判が上がった。原寿雄は「記録することが人類の進歩に役立つのであり、同時代の多数派から非難されてもやむを得ない」として、ジャーナリスト精神が伝わるような活動を積み上げることで、市民モラルとの対立を読者・視聴者に理解してもらうべきだ、と主張している。

### ニュース編集の倫理
メディアの経営者は、報道と利益事業の利害を分離することを求められている。広告や宣伝、自社事業の利益のためにニュースを報じなかったり、逆に大きく報じてはならないし、宣伝を報じるなど編集上の便宜を広告主に約束してはならない。
編集権
メディアの編集に関する最終的な決定権を「編集権」という。日本新聞協会は、1948年に公表した「編集権声明」で、編集権について「新聞の編集方針を決定施行し報道の真実、評論の公正並びに公表方法の適正を維持するなど新聞編集に必要な一切の管理を行う権能」と定義している。ドイツでは1960年代以降、現場編集者の表現の自由を求めるため、経営者と現場代表者の間に編集綱領を締結するようになった。綱領では、編集者と経営側で、編集についての指示が納得できない、対立が解消されない場合、自分の意見を公表することができる「公表権」が保障されている。　　　　
マスコミ不祥事
マスコミ不祥事とは、マスメディア、報道機関やその組織に所属する人間がその目的にふさわしくない行為を行うことである。メディアが社会的信頼を損なう行為をしないことも、報道倫理の範疇とされる。マスコミ不祥事には、盗用、虚報など、報道機関としての信頼性を傷つける行為のほか、痴漢、インサイダー取引などの個人的行為も含まれる。　　　

## 報道倫理の維持

### 報道倫理を維持するための手段
報道倫理の維持のために、報道機関は倫理規定を持つとともに、その倫理を維持し、公衆に対する説明責任を果たすことが求められている。ベルトランは倫理規定を実行に移す主な手段として、訂正欄、休載のおことわり記事、意見公表、有料意見広告、メディアに関する欄や番組、正確さや公正さを問うアンケート、社内批評家、メディア専門記者、読者クラブ、報道機関内外のオンブズマンを挙げている。オンブズマンは中立の立場から、社外の苦情申立を受け付けて報道機関との話し合いの場を設け、訂正、反論などの救済を行う。
第三者機関による審理
社内の倫理機関のほか、第三者機関が倫理違反を審査し、勧告などを行うこともある。イギリス、スウェーデン、ドイツ、フィンランドなど50ヶ国以上で、市民から受けた苦情が倫理基準に違反していないかどうかを、報道機関と一般市民が共同で審査する「報道評議会（プレス･カウンシル）」を報道機関全体が共同で設置している。ヨーロッパの報道評議会では、メディア関係者のほか、一般市民、法曹経験者が加わることもあり、報道による一般市民からの苦情申し立てを審理した上で、訂正や謝罪の掲載、放送を行うように裁定が行われている。
そのほかに、表現の自由を維持しつつ報道倫理を守るための手段として、「内部的自由の保障」「メディア・アクセス権」がある。内部的自由の保障とは、編集方針への参加、編集拒否、報道内容の改編について理由開示請求や、公表する権利といった企業内ジャーナリストの表現の自由や信条の自由を認めることにより、自立した良心を持つ記者による報道を行うべきだという考え方である。内部的自由の保障は、フランスやドイツの報道機関で明示的に認められている。「アクセス権」とは、メディアの受け手が自らの主張をメディアで公表する権利であり、メディアによって批判された者が同じメディアを使って反論する「反論権」も含まれる。アクセス権は、表現手段を持たない人に反論の場を与えるほか、社会の多様な意見を登場させる効果があり、表現の自由にかなった紛争解決の手段と言えるほか、手続に時間がかかる法的救済より、手間も費用、時間もかからないとされる。

## 日本における報道倫理
報道倫理が日本で初めて明記されたのは、1946年に制定された「新聞倫理綱領」と、その2年後に出された編集権声明である。新聞業界での制定の後、放送業界でも、NHKが1959年に「国内番組基準」、日本民間放送連盟が1970年に「日本民間放送連盟放送基準」を策定した。出版業界でも「出版倫理綱領」（1957年）、「雑誌編集倫理綱領」（1963年）等の業界倫理規範を策定した。また、1990年代以降、取材、報道の指針として自社内の報道マニュアルを策定する報道機関もあった。 新聞業界では、新聞倫理綱領の発表とともに、日本新聞協会内に審査室を設置して、協会加盟社の紙面審査を行ったほか、新聞各社に紙面審査機構が置かれ、放送業界でも番組審査の部署が設置されるようになった。新聞審査機構では、新聞審査の結果を社内に公開してきた。
容疑者報道の改革
1974年に起こった松戸OL殺害事件などの冤罪事件で、犯人視報道された被疑者の名誉が大きく損なわれたことから、日本弁護士連合会が1976年に匿名報道論を主張した。報道機関は1980年代初頭まで、被疑者や被告人を呼び捨てにすることが慣行だったが、パリ人肉事件の容疑者の氏名表記が、報道機関によって、実名、匿名に分かれたことや、免田事件の再審で死刑囚に無罪が認められたことをきっかけに、1984年、産経新聞とフジテレビ、NHKが、犯罪容疑者に肩書きや「容疑者」の呼称をつけることを決めた。これに各新聞社も追随し、同年末までにそろって容疑者呼称に踏み切った。
第三者機関の設置
椿事件やTBSビデオ問題で、放送倫理の問題が問われたことをきっかけに設置された「多チャンネル時代における視聴者と放送に関する懇談会」は1996年、放送関係の苦情を処理する機関を放送メディアが設置するよう求める報告書を提出した。これを受け、翌1997年に放送界共同の苦情対応機関として、学者や弁護士など報道機関外の第三者で組織されたBRO（放送と人権等権利に関する委員会機構、現在のBPO）が発足した。また、2000年に毎日新聞社が「『開かれた新聞』委員会」を設置して以降、新聞業界でも新聞社内に報道被害の救済を行う、独立した第三者委員会が置かれるようになった。
　

### 現在の課題
犯罪報道
日本新聞協会の調査によると、2001年と比較して、2007年の新聞の信頼度は6%、民放の信頼度は1.5%、NHKの信頼度は16.5%、それぞれ低下している。メディアスクラムやプライバシー侵害等の行為が、市民からは横暴と受け止められ、メディア不信につながっている。和歌山毒物カレー事件や附属池田小事件等で、メディアスクラムが強く批判されたことから、日本新聞協会は2001年に「集団的過熱取材に関する編集委員会の見解」を発表し、事件取材における事件関係者への配慮を取材者に求めた。また、犯罪報道の取材の改革に関する主な主張として「捜査段階から裁判段階に取材の比重を移す」「報道被害により失われる名誉を解決する機関を設置する」「公人を除く関係者の匿名報道を求める」などの意見がある。
権力監視
「報道の重要な役割である権力の監視機能が日本では低下している」「または権力に擦り寄る第四権力となっている」という批判がある。取材拒否、嫌がらせ、不買運動、強制的調査などの報復を生むことから、報道機関にとって重要な情報源である捜査機関に対して批判しづらい傾向がある。また、「記者クラブ制度」で所属する記者が便宜を与えられることから「政治家への厳しい記事が減ったり、発表を無批判に報じる傾向がある」と、上杉隆や岩瀬達哉は指摘している。
プロフェッショナリズムの確立
「日本の記者の多くは企業ごとの労働組合に所属しているため、職業人として独立しておらず、個人的な職業倫理より所属企業の利害に従属しやすい。外部の圧力や政治的、広告などの配慮により、報道や主張を曲げる『自己検閲』が横行している」と共同通信元編集主幹の原寿雄は批判している。また、弁護士の梓澤和幸や日隅一雄は、企業に従属しがちな記者行動の理由について、「編集権が報道機関の経営者に属する」とした日本新聞協会の編集権声明の影響を指摘し、プロフェッショナルに基づく記者を養成するためにジャーナリスト・スクールや養成課程を設け、報道倫理のほか法律、倫理などメディアに関する科目を教育するべきだとしている。